# Pseudatteria pantherina
Pseudatteria pantherina es una especie de polilla del género Pseudatteria, familia Tortricidae.
Fue descrita científicamente por Felder en 1875.